# 홍콩 마카오 페리 터미널

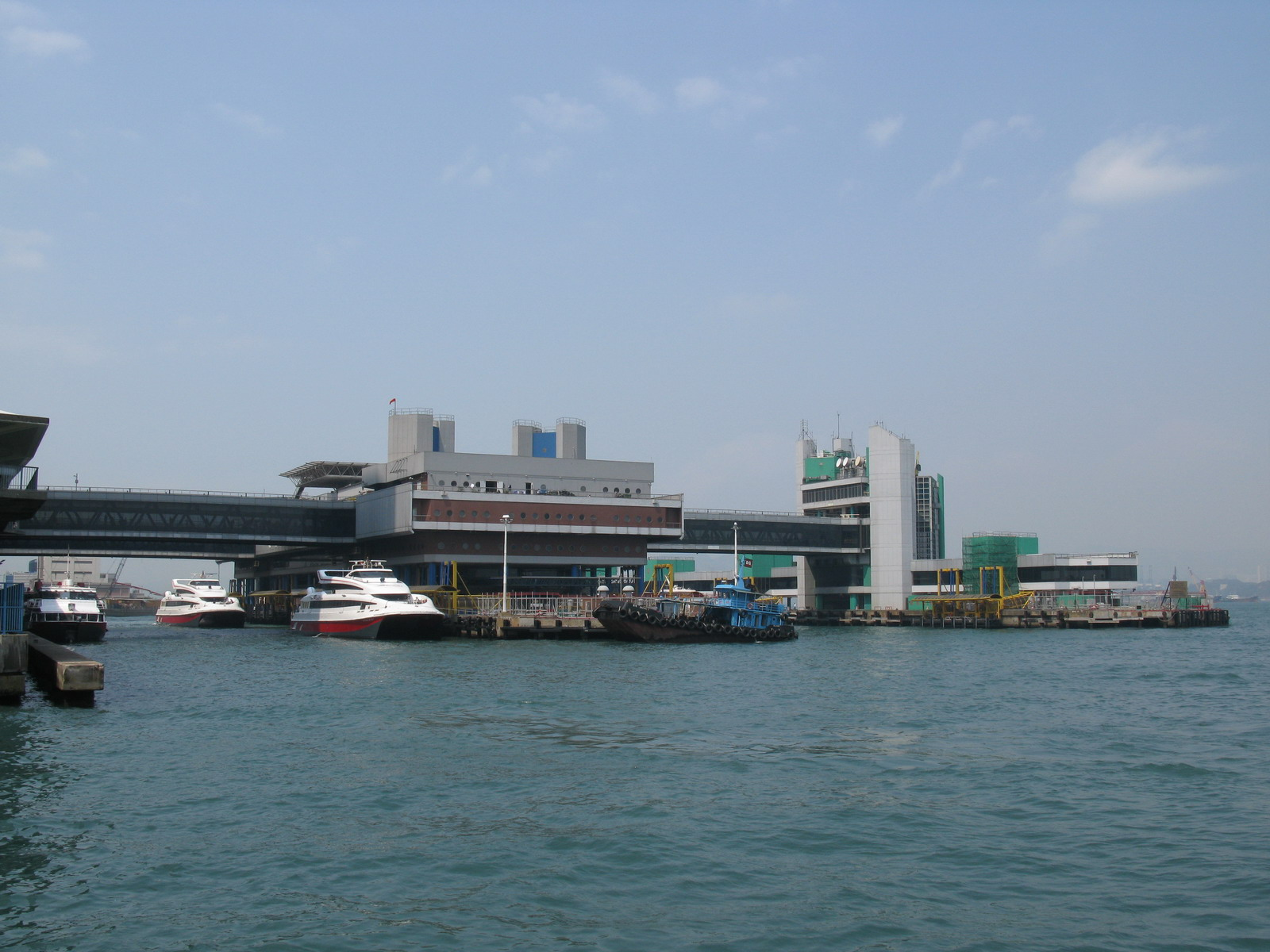
홍콩 마카오 페리 터미널

홍콩 마카오 페리 터미널(중국어 간체자: 港澳客轮码头, 정체자: 港澳客輪碼頭, 병음: Gǎng Ào Kèlún Mǎtóu)은 홍콩 홍콩섬 성완에 위치한 페리 터미널이자 헬리포트다.
이 터미널은 마카오와 중국 남부 도시로 가는 페리 서비스를 제공하는 홍콩의 여러 터미널 중 하나다. 마카오에는 정기 헬리콥터 서비스를 운영하고 있다.
성완과의 대중 교통 철도와도 연결되어 있으며 다른 대중 교통 수단도 잘 이용 가능하다.